# Gottfrid Svensson
Gottfrid Svensson, né le 13 mai 1889 à Uppsala et mort le 19 août 1956 à Stockholm, est un lutteur suédois.

## Palmarès
- Jeux olympiques de 1920 à Anvers (Belgique)
  -  Médaille d'argent dans la catégorie poids légers en lutte libre.